# تششمهبهن رشيد (مقاطعة غيلانغرب)
تششمهبهن‌رشيد (بالفارسية: چشمه‌پهن‌رشید) هي قرية تقع في كرمانشاه في إيران. يقدر عدد سكانها بـ 170 نسمة بحسب إحصاء 2016.